# Hippomédon fils d'Hippase
Pour les articles homonymes, voir Hippomédon (homonymie).
Dans la mythologie grecque, Hippomédon (en grec ancien Ἰππομέδων / Hippomédôn) est un héros de la guerre de Troie.

## Famille
Hippomédon est le fils de la nymphe Ocyrhoé et de son époux Hippase dont elle a plusieurs enfants  : Charops, Socos, Apisaon, Agélaos et Hippomédon lui-même (tous combattants troyens dans la guerre de Troie). Si Hippase et les trois premiers fils sont déjà connus d'Homère, Ocyrhoé et les deux suivants ne sont cités que par Quintus de Smyrne.